# Richard H. Kirk
Richard Harold Kirk (21. března 1956 Sheffield – 21. září 2021) byl britský hudebník. V roce 1973 spoluzaložil industriální hudební skupinu Cabaret Voltaire. Později fungoval ve dvojici Sweet Exorcist a v množství sólových projektů. Během své kariéry vystřídal více než 30 pseudonymů. Jedním z nejznámějších je Sandoz.